# Hugo II de Lusinhão
Hugo II (m. 967), foi o segundo Senhor de Lusinhão, filho e sucessor de Hugo I Venador. De acordo com as Cronicas de Saint-Maixent, construiu o Castelo de Lusinhão. Hugo III Albo, que emerge da obscuridade histórica na geração seguinte, poderá ter sido seu filho.Casou com Arsenda. Teriam tido dois filhos:
- Hugo III de Lusinhão (948 † 1102)
- Josselino de Lusinhão de la Roche (950 † 1016)